# 1359 Prieska
1359 Prieska este un asteroid din centura principală, descoperit pe 22 iulie 1935, de Cyril Jackson.